# Artefacts Studio
 (août 2020).
Si vous disposez d'ouvrages ou d'articles de référence ou si vous connaissez des sites web de qualité traitant du thème abordé ici, merci de compléter l'article en donnant les références utiles à sa vérifiabilité et en les liant à la section « Notes et références ».
Artefacts Studio est un studio français de développement de jeux vidéo basé à Lyon.
L'entreprise a été fondé par des anciens collaborateurs d'Infogrames. Artefacts studio offre ses services en sous-traitance graphique, technique et design. La société aide à l'élaboration de jeux dans tous les domaines, de la conception à la réalisation. En tant que sous-traitant graphique, Artefacts studio offre ses services en modélisation, texture, animation et Rough/illustration. L'entreprise a travaillé et travaille actuellement pour plusieurs studios : Eden Games, Widescreen Games, Etranges Libellules, Magic Pockets...
À partir de 2007, Artefacts assure le développement complet de jeux sur plateformes PC, Nintendo DS et Wii. 

## Ludographie
- Pétanque, le jeu du centenaire (PC) - juillet 2007
- Code de la route (DS) - juillet 2007
- Deal or No Deal (DS, Wii) - Destination Software, 2007
- Boule et Bill : Vive les vacances ! (DS) - septembre 2008
- Moto Racer DS (DS) - Nobilis, novembre 2008
- Igor, le jeu (DS) - Deep Silver, décembre 2008
- Cosmopolitan: Total Relooking (DS) - Anuman Interactive, janvier 2009
- Dance Floor (DS) - Neko Entertainment, février 2009
- El internado (DS)
- Alice au pays des merveilles (DS) - Disney Interactive Studios, 2010
- Famous (DS) - Nobilis, mars 2010
- Cheval et Poney : Mon haras 3D - Tous en selle (3DS) - dtp entertainment, 2012
- Agatha Christie: The ABC Murders (XONE, PS4, PC, Mac) - Microïds, février 2016
- Le Donjon de Naheulbeuk : L'Amulette du Désordre (PC) - Dear Villagers, 2020
- Le Maître du Donjon de Naheulbeuk (PC) - Dear Villagers, 2023